# 香海慈航

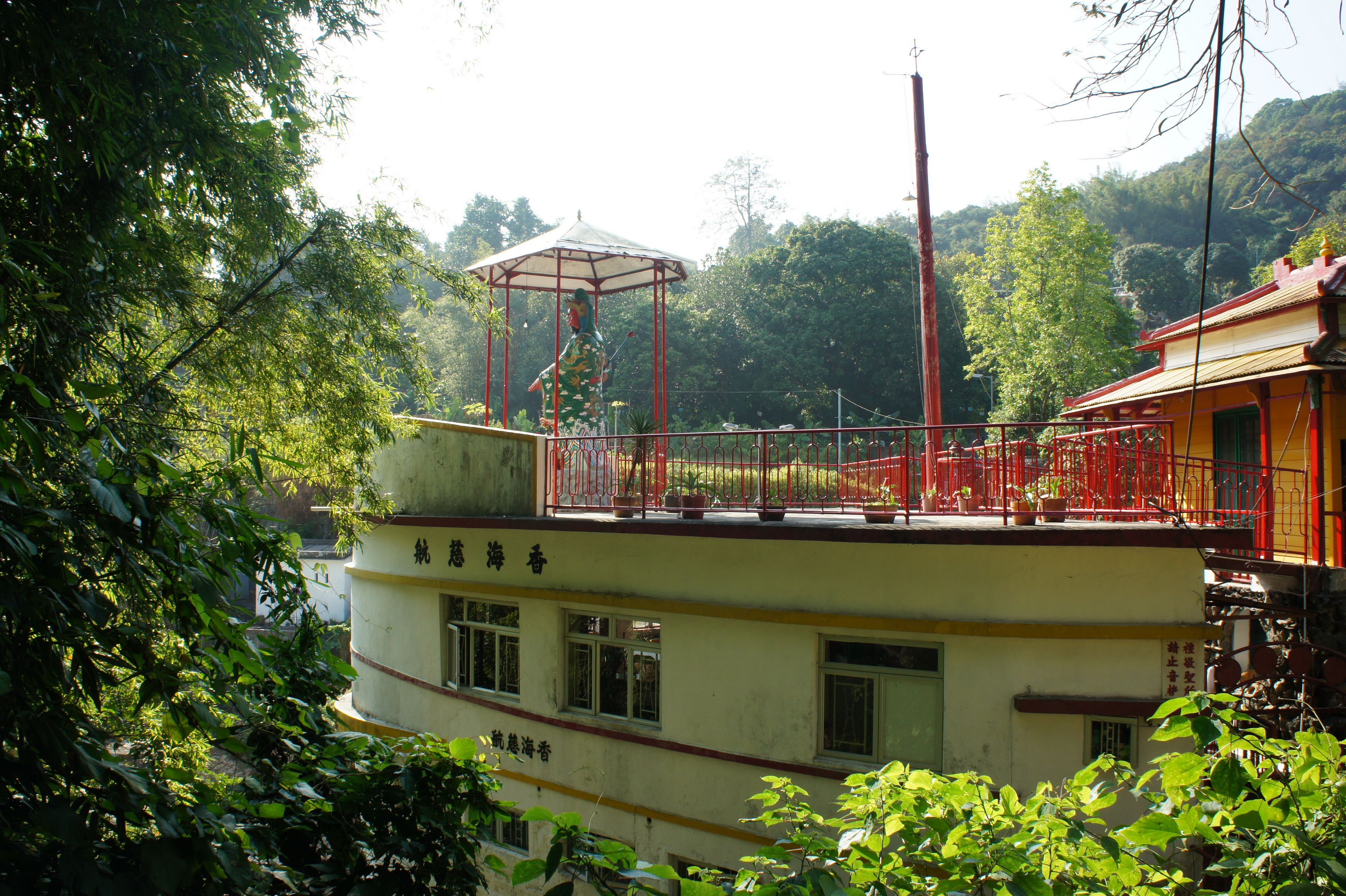
香海慈航

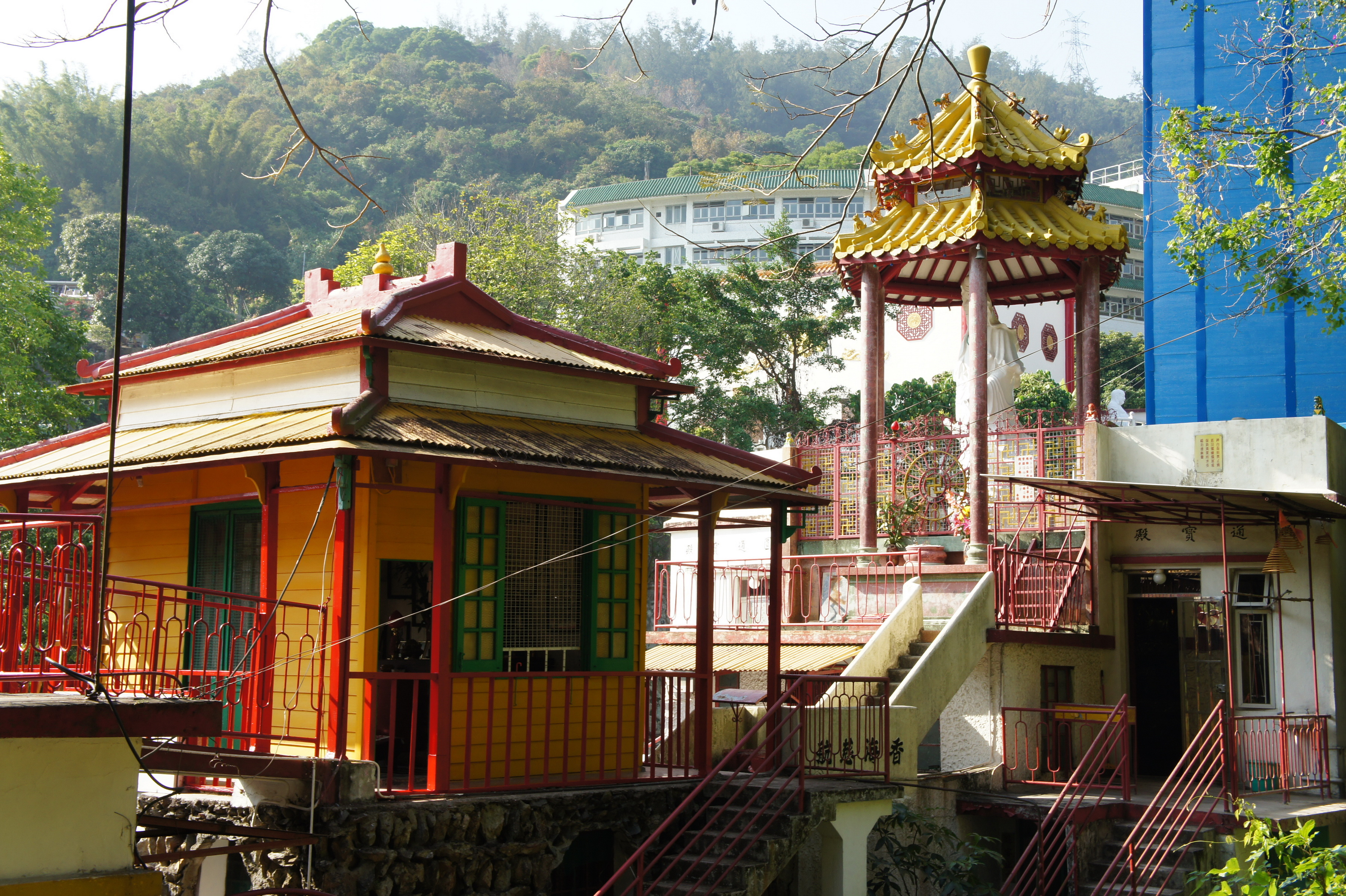
寬宗大師紀念堂（左）和圓通寶殿（右）

香海慈航是一間位於荃灣老圍村三疊潭的寺院。因其外形有如一艘漁船，並且建於三疊潭之畔，在雨季時，石澗流水淙淙，所以亦稱為「船廟」。
「香海慈航」寺內主要供奉觀世音菩薩。在佛教的經典中，觀世音菩薩為普渡眾生，倒駕慈航。「香海」在佛教的經典中是指圍繞須彌山的內海，盡為香水，亦可泛指佛門。
香海慈航建於1960年，該處前身名為「觀音岩」。據說由老圍村村民仿照南中國海的漁船造型自行設計興建，部份建材更是三疊潭的石塊。據悉，香海慈航原為呂祖道場，寬宗法師曾與道教的友人扶乩，獲呂祖委為住持。
香海慈航的船頭佇立關公像為護法，前艙為虛雲禪師紀念堂，中間船艙為開山祖寬宗大師紀念堂，後艙為供奉千手千眼觀世音菩薩和地藏菩薩的圓通寶殿，船尾則有白衣觀音立像。在寬宗大師紀念堂之上，為供奉呂祖的「呂祖飛真應化壇」。呂祖是著名的道教仙人，乃八仙之一。壇內中央掛著「明鏡非臺」的橫匾。明鏡非臺四字乃是出自禪宗六祖惠能的禪悟偈語：「菩提本無樹，明鏡亦非台，本來無一物，何處惹塵埃。」。
此外，香海慈航的西面設有一道「雲連橋」跨過三疊潭連接對岸。東面則有一座小小的寺廟「潮音淨院」，正門位置面對山下上葵涌一帶。寺外地上有一葫蘆形水池，旁邊的土地廟上寫著「公公十分公道  婆婆一片婆心」。

## 交通
荃灣兆和街專線小巴站，乘坐專線小巴81線，在西方寺下車，沿斜路往下走約5分鐘便可看到寫著「香海慈航」的指示牌，走下一段梯級即可到達。

## 鄰近的觀光熱點
- 西方寺
- 圓玄學院
- 東普陀講寺
- 東林念佛堂
- 竹林禪院
- 南天竺寺

## 資料來源
1. ↑  . 維基文庫 佛學大辭典. 2008-11-20  [2012-01-21].
2. ↑  香港無線電視台，香港築跡第 19集 - 主教山、馬灣及荃灣。2010年11月14日

## 外部連結
- 香海慈航 福山堂香港廟宇寺院 （页面存档备份，存于）
- 荃灣美食「廟」趣多。香港經濟日報 U Travel。 （页面存档备份，存于）
- 香海慈航叢林有限公司。華人廟宇委員會。2011年11月7日。 （页面存档备份，存于）
- 老圍珍貴照片 1960年香海慈航(船廟)開幕照片 情牽老圍